# Зирксдорф
Зирксдорф (нем. Sierksdorf) — община в Германии, в земле Шлезвиг-Гольштейн. 
Входит в состав района Восточный Гольштейн. Подчиняется управлению Остольштайн-Митте.  Население составляет 1592 человека (на 31 декабря 2010 года). Занимает площадь 19,5 км².
Недалеко от города находится частный парк развлечений Ганза-парк.